# Драгана Чолић Биљановски
Драгана Чолић Биљановски (Београд, 1958) српска је професорка на Факултету драмских уметности Универзитета уметности у Београду. 

## Биографија
Дипломирала је на Факултету драмских уметности, на групи Позоришна и радио продукција 1983. године. Магистарску тезу „Дела Јована Стерије Поповића на сценама Србије (1945 —1996)” одбранила је 1998, те стекла академски назив магистра наука о драмским уметностима из области театрологије, а докторску дисертацију „Бранислав Ђ. Нушић као организатор позоришне делатности” одбранила је 2000. године, и стекла академски назив доктора наука о драмским уметностима из области театрологије.
Своју каријеру започела је 1978. у Радио Београду, програм „Инедкс 202”, а наставила у Југословенском драмском позоришту (1981-1982), Позоришту Атеље 212, (1982-1984), БИТЕФ-у (1979-1986) и Дому омладине Београда (1982-1986). Од 1986. до 1990. била је стручни сарадник у Музеју позоришне уметности Србије, где је од 1990. до 1998. године, положивши стручни испит из области музеологије при Народном музеју у Београду стекла звање кустоса, у континуитету била стално запослена.
Била је члан редакције часописа Театрон од 1990. до 1998. Написала је радио-игру за децу „Чаробна шума Тибили Тома", која се у режији Наде Белогрлић емитује од 1997. године у оквиру Драмског програма Радио Београда. У оквиру Документарног драмског програма Радио Београда коаутор је са Надом Белогрлић емисије „Ја нисам ружа нити лала...". Ова емисија је учествовала на Фестивалу радио програма ФЕДОР 1994. године. Објавила је и збирку поезије „Прагови слутњи" у Београду 1997. године. Од децембра 1998. до 2003. имала је звање доцента, од 2003. имала је звање ванредног професора, а од 2008. у звању редовног професора предаје на Факултету драмских уметности у Београду, предмете Позоришна продукција и Театрологија. Такође, од 2001, у наведеним научним звањима, предаје и на Факултету драмских умјетности на Цетињу у Црној Гори.
Учествовала ја на више стручних трибина у земљи, региону и иностранству.
Превела је поезију руског уметника Владимира Висоцког као и есеј „Бесмртни живот Владимира Висоцког", који су објављени у часопису „Драма" Удружења писаца Србије 2007. године и налазе се у оквиру велике светске изложбе Музеја Владимира Висоцког у Козлостању у Пољској. Била је и члан је међународног жирија фестивала Бијенале црногорског театра, 2010. године.

## Признања
- „Златна значка" Културно−просветне заједнице Србије, 2000. године.
- Велику повељу „Смотре Мермер и звуци“ у Аранђеловцу, 2003. године.
- Повељу Позоришног музеја Војводине и Српског народног позоришта, Нови Сад, 2007.
- Захвалницу града Младеновца за допринос култури града, 2006.
- Велику плакету са ликом Бранислава Нушића поводом 25 година фестивала Нушићеви дани, Смедерево, 2008.
- „Златни беочуг“ за трајни допринос култури града Београда, 2012.
- Плакету за изузетан допринос развоју културе, посебно вишедеценијском раду на развоју културе Смотре „Мермер и звуци“, скупштине општине Аранђеловац, 2017.

Дугогодишњи је селектор позоришног фестивала „Нушићеви дани” у Смедереву и селектор драмског програма у оквиру манифестације „Смотра уметности"; „Мермер и звуци" у Аранђеловцу.

## Дела
Објавила је више радова и превода из позоришне историје и театрологије у стручним часописима и дневним листовима попут листова Позориште, Театрон, Сцена, Лудус, Књижевне новине, Квадарт, Политика, Вечерње новости, Зборник матице српске за сценске уметности, Зборник ФДУ, итд.
Уредница је књиге: Станислав Бајић „Од Есхила до наших дана“. Факултет драмских уметности, Институт за позориште, филм, радио и телевизију, Београд, 2011/12,  и Сећања на приштинске "Родољупце". Зборник посвећен Бориславу Григоровићу. Народно позориште Београд, 2003.
Као  члан ауторског тима, писала је више одредница у Српској енциклопедији Матице српске.

### Публикације
Драгана Чолић Биљановски је у свом досадашњем раду објавила следеће публикације:
- „Народно позориште у Смедереву 1950—1956”, МПУС, Београд и Дом културе Смедерево, 1993;
- „Јован Милићевић”, МПУС, Београд, 1993;
- „Позоришни живот на Голом отоку 1949—1954”, МПУС, Београд и ТВ новости, Ревија 92, Београд, 1994;
- „Миодраг Петровић Чкаља”, МПУС, Београд, 1995;[5]
- „Заједнички стан Драгутина Добричанина код нас и у свету”, МПУС, Београд, 1996;
- Београдско драмско позориште 1947-1997. МПУС, Београд, 1997;
- „Дела Бранислав Нушића на београдским сценама”, МПУС, Београд, 1998;
- „Дела Јована Стерије Поповића на сценама Србије 1945—1996”, Институт ФДУ, Београд, 2000;
- „Нушић позоришни стваралац двадесетог века”, Библиотека „Нушићеви дани", Дом културе, Смедерево, 2000;
- „Смотра југословенске уметности "Мермер и звуци" 1968—2000”, Смотра "Мермер и звуци", Аранђеловац, 2003.

### Књиге
У својој каријери је објавила следеће књиге:
- „Сањари српског националног театра” (издање на српском и енглеском језику), Народно позориште, Београд, 2005. (M12)
- „Звезда у очима Талије”. (Монографија о Олги Одановић, поводом „Нушићеве награде“), Библиотека „Нушићеви лауреати“, Центар за културу, Смедерево, 2011. (М42)
- „Последњи аплауз Чкаљи”. (Монографија о Миодрагу Петровићу Чкаљи). Библиотека „Нушићеви дани“, Центар за културу, Смедерево, 2008. (М42)
- „Глумачка истина Љубе Тадића”, Позоришни фестивал, Центар за културу, Младеновац, 2006. (М42)
- „Избор из критика и селективна библиографија о Стеви Жигону”. Монографија, СДУС, Београд, 2003.
- „Улоге, избор из критика, селективна библиографија о Властимиру Ђузи Стојиљковићу”, Монографија, СДУС, Београд, 2003.
- „Улоге, избор из критика, селективна библиографија о Радету Марковићу”, монографија. СДУС, Београд, 2001.
- „Дела Јована Стерије Поповића на сценама Србије 1945-1996”, Институт ФДУ, Београд, 2000; (М42)[6]
- Нушић позоришни стваралац двадесетог века. Библиотека "Нушићеви Дани", Дом културе, Смедерево, 2000; (М42)
- „Дела Бранислав Нушића на београдским сценама”, МПУС, Београд, 1998; (М42)[7]
- „Београдско драмско позориште 1947—1997”, МПУС, Београд, 1997; (М42)
- „Заједнички стан Драгутина Добричанина код нас и у свету”, МПУС, Београд, 1996;
- „Миодраг Петровић Чкаља”, МПУС, Београд, 1995; (М42)
- „Позоришни живот на Голом отоку” 1949-1954. МПУС, Београд и "ТВ новости "Ревија 92", Београд, 1994; (М42)
- „Народно позориште у Смедереву 1950-1956”, МПУС, Београд и Дом културе Смедерево; 1993.
- „Јован Милићевић”, МПУС, Београд, 1993;

### Научни радови
Објавила је следеће научне радове:
- Дела Марина Држића на сценама српских позоришта до 2008. године. Марин Држић-свјетионик дубровачке ренесансе, (Зборник радова међународног знанственог скупа, Париз-Загреб, 2008), Библиотека „Четврти зид“, ДИСПУТ д.о.о. за издавачку дјелатност, 2009, Загреб, стр. 261-290. (M14)
- King Marko: From an Epic and a Dramatic Text to a Stage Production, Theatre and Memory, edited by Jelena Luzina, 2008, FDA, Skopje, Macedonia. (M14)
- The Transformation of the Intercultural Theatre System-Institutional, Alternative, Private, Intercultural Theatre, Faculty of Dramatic Arts, Skopje, Macedonia, 2005. (M14)
- Сањари театарског балканског простора двадесетг века (Нушић, Грол, Чекић).The Dreamers of the Balkan Theatre in the 20 th Century. Зборник Међународне конференције "Скомрахи", Скопље, Република Македонија, 2003. (Balkan Theatre Sphere-Conference Proceedings,Faculty of Dramatic Arts, Skopje, 2003.). (M14)[8]
- Бранислав Нушић и пројекат културног развоја земље после Првог светског рата, Зборник Матице српске за сценске уметности и музику, бр.50, Нови Сад, 2014.
- Писмо Аги, Сцена, 2014.
- Први кораци модернизације позоришта,. Театрон, МПУС, Београд, 2012.
- Станислав Бајић: „Од Есхила до наших дана”, Драма, Удружење драмских писаца Србије, Београд, 2012.
- Цртице о Браниславу Нушићу. Драма, Удружење драмских писаца Србије, Београд, 2011.
- Српско народно позориште за време управе Бранислава Нушића 1904-1905, Зборник Матице српске за сценске уметности и музику, Нови Сад, 2011.
- Јелица Стевановић: Нушић и критика, Зборник Матице српске за сценске уметности и музику, Нови Сад, 2011.
- Менаџмент, продукција и идентитет националног позоришта, Зборник радова Факултета драмских уметности, Београд, 2011.
- “Василиј Пантелејмонович Далматов, драмски уметник”,Међународни симпозијум”Словенски уметници између Истока и Запада”, Зборник Институт ФДУ, бр 12, Београд , 2009.
- Сарадња у области позоришне уметности почетком XX века. Зборник Матице српске за сценске уметности и музику, бр. 39, 2008, Нови Сад, стр. 61-70. (М51)
- Глумцима с љубављу и поштовањем. (Предговор, књига: Никола Мајсторовић Ж.: Смехотворци: великани, глуме, мајстори смеха у анегдотама. Белпак: Алтра Софија, Херцег Нови: Алтра Тодоровић),Београд, 2008, стр.6-8.
- Словенски уметници између Истока и Запада. Зборник факултета драмских уметности, бр. 13/14, Београд, 2008, стр.115-122. (М52)
- Милан Грол: Позоришне критике и есеји. (Приказ књиге). Драма: часопис за позоришну уметност, драму, културу,науку,(Удружење драмских писаца Србије), бр.24, 2008, Београд, стр.41-44.
- Бесмртни живот Владимира Висоцког (1938-1980) Драма : часопис за позоришну уметност, драму, културу, науку ISSN: 1451-3609.- Br. 25 (2008), str. 19-22 (М53)[8]
- Смисао мисије савременог театра. Драма: часопис за позоришну уметност, драму, културу, науку,(Удружење драмских писаца Србије), бр.23, 2008, Београд, стр.26-28. (М53)
- Краљевић Марко- од епа и драмског текста до позоришне представе. Зборник Матице српске за сценске уметности и музику,бр 36, 2007, Нови Сад, стр. 135-151. (М51)
- Књига у којој се препознају место, време и људи. /Приказ књиге: др Зоран Т. Јовановић, Народно позориште „Краљ Александар 1 у Скопљу“(1913-1914), 1 и 2 том/. Mons Aurus: часопис за књижевност, уметност и друштвена питања, год. 5, бр.15,2007, стр-70-74.
- Сањари балканског позоришног простора (Нушић, Грол, Чекић), Зборник радова 6/7, ФДУ Институт, Београд, 2003.
- Бранислав Нушић-свестрана позоришна личност. Зборник ФДУ, бр. 5, Београд, 2002. (Део из обимније студије). (М52)
- Приказ Зборника ФДУ бр.3. Зборник Матице српске за сценске уметности и књижевност, Нови Сад, 2002. (О ауторима и приказ њихових радова у Зборнику) (М52)
- Поводом педест година Савеза драмских уметника Србије. Зборник ФДУ, бр.4, Београд, 2001. (О позоришном законодавству, правилима глумачким, меморандумима, уставима друштава итд, у Србији на основу европских искустава у 19. и 20. веку). (М52)
- Прослава стододишњице прве професионалне представе у Београду сезоне 1941-42. Театрон, бр. 197, МПУС, Београд, 1999. (М51)
- Преглед репертоара позоришта и фестивала у Србији у сезони 1997-98. Театрон бр. 105, Београд, 1998. (М51)
- Бојан Стуица као организарор позоришта. Позориште, бр. 1-2, Тузла 1985. (Поводом 15. година од смрти Боајана Ступице.)
- Припрема за позоришну праксу. Сцена, бр. 8, Нови Сад. (Приказ књиге "Планирање у функцији позоришне организације аутора мр Данке Манџуке.)
- Библиографија народног позоришта Ниш 1944-1987. Театрин, бр.59/60/61/62, МПУС, Београд,1987.
- Бојан Ступица. Савремена југослованска режија "Стеријино позорје", Нови Сада, 1987. (Зборник саопштења на Трибини "Стеријиног позорја".)
- Библиографија Позоришних сусрета Србије "Јоаким Вујић" 1965-1989. Театрон, МПУС, бр.63/64/65, Београд, 1989.
- Репертоар позоришта у Србији и библиографија критика. др Петар Волк:"Позоришни живот у Србији 1835-1944" и "Позоришни живот у Србији 1944-1986". Институт ФДУ и МПУС, Београд, 1990 и 1992.
- Улоге на филму,ТВ и библиографија о Рахели Ферари. Театрон, МПУС, Београд, 1990.
- Грађа и библиографија о Миодрагу Табачком.Каталог изложбе, Музеј примењене уметности, Београд, 27. септембар 1990.
- .Библиографија о Бранку Плеши. Театрон, МПУС, Београд, 1992.
- Градско Народно позориште Ранковићево (Краљево) 1950-1956. Театрон, бр.78/79/80, МПУС, Београд,1993. (Историјат рада укинутог позоришта).
- Београдска рејонска позоришта 1945-1946. Театрон, бр.78/79/80, МПУС, Београд, 1993. (Историјат рада укинутог позоришта)

- Градско позориште у Јагодини 1944-1945..Театрон, бр. 78/79/80, МПУС, Београд, 1993.(Историјат рада укинутог позоришта)
- Градско Народно позориште Косовска Митровица 1953-1956.Театрон, бр.78/79/80, МПУС, Београд, 1993.(Историјат рада укинутог позоришта)

- Александар Черепов и "Руско позориште за народ". (Коауторство са Олгом Марковић), Театрон, бр.81/82/83. МПУС, Београд, 1993. (О делатности руског емигранта у културном животу Србије).
- Предглед путујућих позоришта у Србији од 1837-1944. Путујуће позоришне дружине у Срба до 1944. МПУС и Позоришни музеј Војводине, Београд-Нови Сад, 1993.
- Белешке из дневника Зорана Радмиловића "Душу треба оплеменити" и Седам песама Зорана Радмиловића. Из рукописне заоставштине уметника приређено за "Дане Зорана Радмиловића" у Зајечару. Развитак, бр.3-4. Зајечар, 1993.
- Улоге у позоришту, на филму, ТВ и библиографија о Данилу Бати Стојковићу. Монографија.МПУС, Београд и Агенција"Ваљевац", Ваљево, 1994.
- Позоришни живот на сцени Дома омладине Београда 1964-1994. Театрон, бр.88, МПУС, Београд, 1994. (Из Монографије тридесет година ДОБ-а)
- Драгутин Гута Добричанин и драмско стваралаштво за децу. Театрон, бр.93, МПУС, Београд, 1995.
- Радмила Савићевић и Крушевачко позориште.Монографија о Крушевачком позоришту, Крушевац, 1996.
- Из Дневника Борјане Продановић. Театрон, бр.95, МПУС, Београд, 1996.
- Сузних очију, пуна срца. Поводом публикације "Позоришни живот на Голом отоку 1949-54", Театрон, бр.90, МПУС, Београд, 1995.
- Преглед репертоара позоришта и фестивала у Србији у сезони 1995-96. Театрон, бр.96, МПУС, Београд, 1996.
- Важно је бити схваћен. Квадарт, Београд, децембар 1996.(Интервју са сценографом Миодрагом Табачким.).
- Скица за портрет Живојина Жике Миленковића.Театрон бр.99, МПУС, Београд, 1997.
- .Преглед репертоара позоришта и фестивала у Србији у сезони 1996-97.Театрон бр.101, МПУС, Београд,1997.
- Јован Милићевић на сцени Народног позоришта у Београду. Зборник радова"125 година Народног позоришта у Београду". САНУ, Београд, 1997.[4]